# Ca (flod)
För andra betydelser, se Ca.
Ca (vietnamesiska: Sông Cả) är en flod i Sydostasien. Dess källor finns i Laos och den korsar sedan Vietnam vid Nghe An-provinsen och rinner ut i Tonkinbukten nära staden Vinh. Flodens längd är 512 kilometer.